# Profondeville
Profondeville (vallonsk: Parfondveye) er en by i Vallonien i det sydlige Belgien. Byen ligger i provinsen Namur. Indbyggertallet er pr. 1. januar 2006 på 11.367 mennesker, og byen har et areal på 50,34 km².
50°23′N 4°52′Ø / 50.383°N 4.867°Ø